# Варварино (Тульская область)
Варварино — село в Арсеньевском районе Тульской области России. 
В рамках административно-территориального устройства входит в Бобровский сельский округ Арсеньевского района, в рамках организации местного самоуправления входит в муниципальное образование Астаповское со статусом сельского поселения в составе муниципального района.

## География
Расположено в 11 км к юго-западу от райцентра, посёлка городского типа Арсеньево, и в 92 км к юго-западу от областного центра, города Тулы.

## Население
| 2002 | 2010 | 2014 | 2015 |
| ---- | ---- | ---- | ---- |
| 220  | ↘152 | ↗170 | ↗172 |